# Bednářova vila
Bednářova vila je velký rodinný řadový dům ve Vamberku. Byl vybudován v roce 1916 pro textilního průmyslníka Antonína Bednáře mladšího. Od roku 1948 budova slouží jako muzeum krajky.

## Historie
Vila byla postavena v roce 1916 a sloužila až do roku 1948 jako obytný dům. Od roku 1948 budovu využívá muzeum krajky. V roce 2004 byla vila zapsána na seznam kulturních památek. V letech 2014 – 16 proběhla rekonstrukce objektu podle architektonického návrhu Davida Vávry – muzeum tak získalo nové výstavní prostory a také zahradu. Vila je ve vlastnictví Královéhradeckého kraje.

## Architektura
Vila ve stylu českého art deco (rondokubismus) vznikla podle architektonického návrhu Oldřicha Lisky. Jednopatrový zděný dům s částečným druhým patrem má lichoběžníkový půdorys. Jižní průčelí směřující do náměstí je nápadně horizontálně členěno římsami. Nástavba druhého patra je ukončena atikou se sochami sedících sfing. Ty byly původně zděné a dotvořené omítkou, v 90. letech 20. století ale byly nahrazeny odlitky z umělého kamene. Střecha je valbová. Ve střední části domu vystupují tři oblé arkýře, oddělené pilastry s plastickou výzdobou.